# Kurt Weill
Kurt Julian Weill (Dessau, 2 de marzo de 1900 - Nueva York, 3 de abril de 1950) fue un compositor alemán, esposo de la actriz y cantante austríaca Lotte Lenya.

## Vida
Nacido de una familia judía (su padre era jazán en una sinagoga), Kurt Weill mostró talento musical desde temprana edad. Estudió composición musical en el Conservatorio de Berlín con Ferruccio Busoni y compuso su Primera sinfonía, influida por el estilo expresionista de moda por entonces en Berlín. 
Aunque tuvo cierto éxito con sus primeras obras, Weill tendía cada vez más hacia la música instrumental y el teatro musical. En 1926, hizo su estreno teatral en Dresde con su primera ópera, Der Protagonist (el protagonista) en un solo acto y con libreto de Georg Kaiser. Weill consideraba que su Der Neue Orpheus (El nuevo Orfeo, 1925), una cantata para soprano, violín y orquesta, basada en un poema de Iwan Goll, marcó un momento crucial en su carrera; en la que figurarían la variedad estilística y la ambigüedad provocativa típicas de su estilo compositivo. La estética moderna se hizo más evidente en la ópera surrealista de un solo acto Royal Palace (Palacio Real, 1926) sobre un libreto de Iwan Goll (excepcional por su incorporación de danza y proyección cinematográfica), y en la ópera bufa Der Zar lässt sich photographieren (El Zar se deja fotografiar), de 1927, con un libreto de Georg Kaiser. 

### Colaboración con Brecht
Obtuvo el éxito definitivo con Die Dreigroschenoper (La ópera de los tres centavos, 1928) (Véase groschen), escrita en colaboración con el dramaturgo Bertolt Brecht. Se trata de una versión actualizada de una ópera inglesa (ópera de baladas) de 1728 (The Beggar's Opera), en la que la feroz crítica social que contiene la obra se expresa por medio de una música compuesta para una orquestina de cabaret y cantada por actores que no son cantantes profesionales.
Dos años después desarrolló aun más este estilo en Aufstieg und Fall der Stadt Mahagonny (Grandeza y decadencia de la ciudad de Mahagonny), otra ácida sátira social de Brecht, con el que Weill también colaboró en Happy End (Final feliz), de 1929.
Cada vez más incómodo con las restricciones que imponía Brecht al papel de la música en su teatro político, Weill buscó otros colaboradores. El escenógrafo Caspar Neher escribió el libreto de su ópera épica en tres actos Die Bürgschaft (1931), y volvió a colaborar con Georg Kaiser en la audaz comedia musical Der Silbersee (El lago de plata), de 1932. 
La música de Weill no era del gusto de los nazis, que la catalogaron de «decadente». Los militantes del NSDAP —quienes al menos desde 1919 lo consideraban, junto a otros intelectuales alemanes, como «un peligro para el país»— provocaron alborotos durante sus representaciones y organizaron campañas de boicot para disuadir el montaje de sus obras. Esta situación obligó a Weill y a su esposa, la cantante Lotte Lenya, a abandonar Alemania en marzo de 1933, y se establecieron en París. 
Aquí Weill reanudó brevemente la colaboración con Brecht para Die sieben Todsünden (Los siete pecados capitales), un «ballet cantado» para la compañía de George Balanchine. También escribió la música para la obra de Jacques Deval Marie galante y concluyó su Segunda sinfonía, cuya claridad al estilo de Haydn y su economía de medios contrastan con la Primera sinfonía.

### Estados Unidos
En septiembre de 1935, Weill viajó a Estados Unidos para supervisar el montaje de Max Reinhardt de la obra épica de Franz Werfel Der Weg der Verheissung, para la que Weill había escrito la música. Tras muchos retrasos, la obra se representó, parcialmente truncada, en 1937.
Entretanto, el Group Theatre reclutó a Weill para colaborar con el libretista Paul Green en el musical Johnny Johnson, basado libremente en la novela El buen soldado Schweik, del autor checo Jaroslav Hašek. Su música, aunque todavía reconociblemente «europea», fue un éxito y consolidó a Weill en el panorama musical norteamericano. Animado por su triunfo, y convencido de que el teatro comercial ofrecía más posibilidades que la ópera tradicional, Weill y Lenya decidieron quedarse en los Estados Unidos y solicitar la nacionalidad norteamericana, que obtuvieron en 1943. 
Durante los años siguientes, Weill compuso musicales de la importancia de Knickerbocker Holiday (1938), que fue un éxito relativo, pero que consagró su famosa Canción de septiembre; Lady in the Dark (1941), con letras de Ira Gershwin; One Touch of Venus (1943); Escena callejera (1947); Love Life (1948;) y Perdido en las estrellas (1949). 
Weill estaba trabajando en una versión musical de Huckleberry Finn, de Mark Twain, cuando sufrió un ataque al corazón. Murió el 3 de abril de 1950, un mes después de cumplir los cincuenta años.

## Obras elegidas

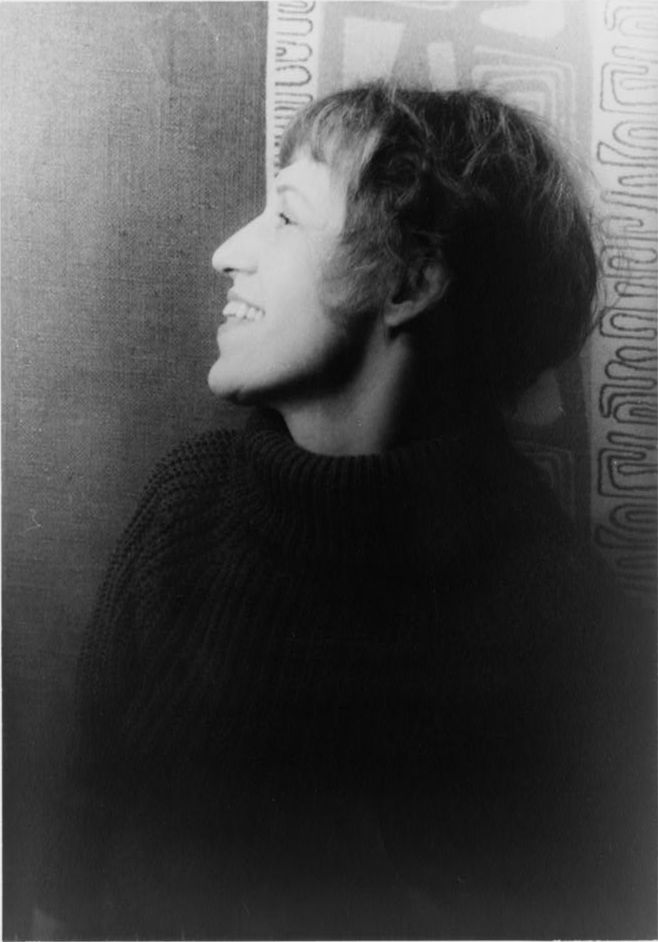
Lotte Lenya, esposa y musa inspiradora.

### Óperas
- 1926: Der Protagonist op.15 (libreto de Georg Kaiser).
- 1927: Royal Palace op.17 (libreto de Yvan Goll).
- 1928: Der Zar lässt sich photographieren op.21 (libreto de Georg Kaiser).
- 1930: Aufstieg und Fall der Stadt Mahagonny (libreto de Bertolt Brecht).
- 1930: Der Jasager (libreto de Elisabeth Hauptmann y Bertolt Brecht).
- 1932: Die Bürgschaft (libreto de Caspar Neher).
- 1947: Street Scene (libreto de Elmer Rice y Langston Hughes).
- 1948: Down in the Valley (libreto de Arnold Sundgaard).

### Singspiele
- 1927: Mahagonny-Songspiel (libreto de Bertolt Brecht).

### Operetas
- 1935: Der Kuhhandel (libreto de Robert Vambery, primera presentación con el nombre A Kingdom for a Cow).
- 1945: The Firebrand of Florence (libreto de Edwin Justus Meyer y Ira Gershwin).

### Piezas con música
- 1928: Die Dreigroschenoper (texto de Bertolt Brecht).
- 1929: Happy End (texto de Dorothy Lane, alias Elisabeth Hauptmann, canciones por Bertolt Brecht).
- 1933: Der Silbersee (texto de Georg Kaiser).
- 1934: Marie Galante (libreto de Jacques Deval, según su novela con el mismo nombre).
- 1937: Der Weg der Verheißung / The Eternal Road (texto de Franz Werfel).

### Musicales
- 1936:Johnny Johnson (texto de Paul Green).
- 1938: Knickerbocker Holiday (texto de Maxwell Anderson) - dirección de la primera presentación: Joshua Logan.
- 1941: Lady in the Dark (texto de Moss Hart y Ira Gershwin).
- 1943: One Touch of Venus (texto de Sidney Joseph Perelman y Ogden Nash).
- 1949: Lost in the Stars (Musical Tragedy, texto de Maxwell Anderson).

### Mimodramas, ballets
- 1922: Zaubernacht, mimodramas para niño(a)s en un acto op. 7 (texto y escenario por Wladimir Boritsch).
- 1933: Die sieben Todsünden, ballet chanté para soprano, cuarteto de varones y orquesta (libreto de Bertolt Brecht).

### Cantatas
- 1920: Sulamith, Fantasía para soprano, coro de mujeres y Orquesta (perdido).
- 1927: Der neue Orpheus, cantata para soprano, solo-violín y Orquesta, op.16 (texto de Yvan Goll).
- 1928: Das Berliner Requiem, cantata pequeña para tenor, barítono, coro de varones y orquesta de viento (texto de Bertolt Brecht).
- 1929: Der Lindberghflug, cantata para tenor, barítono y solistas bajos, coro y Orquesta (texto de Bertolt Brecht).
- 1940: The Ballad of Magna Carta, cantata para tenor y solistas bajos, coro y Orquesta (texto de Maxwell Anderson).

### Música de cámara
- 1918: Cuarteto de cuerda en si bemol menor (sin número de opus).
- 1923: 2. Cuarteto de cuerda op. 8
- 1919–1921: Sonata para violoncello y piano

### Obras para piano
- 1917: Intermezzo
- 1937: Albumblatt für Erika (Transcripción de la Pastorale de Der Weg der Verheißung).

### Obras para orquesta
- 1919: Suite für Orchester
- 1919: Die Weise von Liebe und Tod, Poema sinfónico para orquesta según Rainer Maria Rilke. (perdido)
- 1921: Symphonie No.1 in einem Satz für Orchester
- 1922: Divertimento für Orchester, op.5 (sin terminar, reconstruido por David Drew).
- 1922: Sinfonia Sacra, Fantasia, Passacaglia und Hymnus für Orchester, op. 6 (sin terminar)
- 1923: Quodlibet, Suite para orquesta del mimodrama Zaubernacht, op. 9
- 1925: Konzert für Violine und Blasorchester, op. 12
- 1927: Bastille Musik, Suite para orquesta de viento (organizado por David Drew, 1975) extraída de la música para Gustav III, por August Strindberg.
- 1928: Kleine Dreigroschenmusik, Suite extraída de la Dreigroschenoper para orquesta de viento, piano y prcusión (Primera presentación por Otto Klemperer).
- 1934: Suite panaméenne para orquesta de cámara, (extraída de Marie Galante).
- 1934: Symphonie No.2 in drei Sätzen für Orchester, (primera presentación en el Royal Concertgebouw Orchester bajo la dirección de Bruno Walter).

## Premios y distinciones
Premios Óscar
| Año  | Categoría                                  | Película              | Resultado |
| ---- | ------------------------------------------ | --------------------- | --------- |
| 1945 | Mejor orquestación de una película musical | Knickerbocker Holiday | Nominado  |